# Джейк і пірати з Небувалії
«Джейк і пірати з Небувалії» (англ. Jake and the Never Land Pirates) — американський анімаційний інтерактивний телесеріал для дітей дошкільного віку, який вийшов на каналі «Disney Junior». Заснований на франшизі Волта Діснея «Пітер Пен», яка сама заснована на п’єсі 1904 року та книзі 1911 року письменника Джеймса Баррі. Це було перше оригінальне шоу «Disney Junior». Мультсеріал був створений Бобсом Ґаннавеєм.
Четвертий і останній сезон серіалу вийшов під назвою «Капітан Джейк і пірати з Небувалії», його прем'єра відбулася 14 вересня 2015 року. Шоу тривало до 6 листопада 2016 року.

## Сюжет
Дія серіалу розгортається через деякий час після подій у мультфільмі «Пітер Пен» та перед «Поверненням в Небувалію», і зосереджується на Джейкові, Ізі та Кабі. Кожна серія складається з двох одинадцятихвилинних епізодів, у яких Джейк, його команда та глядачі переживають пригоди у Небувалії і перехитрують Капітана Гака та його команду. У кожному епізоді вони заробляють золоті дублони щоразу, коли разом вирішують проблему, а в кінці підраховують їх і кладуть у свою «Командну скриню зі скарбами».
У першому сезоні серіалу розгорталися більш «грайливі» конфлікти, наприклад, як Джейк і команда повернули свій баскетбольний м’яч або скейтборд, які відібрав Капітан Гак. У другому сезоні було менше інтерактивних моментів і масштаб пригод став більшим із такими сюжетами, як, наприклад, герої знаходять загублене місто золота та стародавню піратську піраміду. Третій сезон має оновлену тематичну пісню та більше екшену. У четвертому й останньому сезоні в кінці кожної серії є одна четверта стіна.
Майже кожена серія ділиться на два анімаційні епізоди, за якими йде пісня, яку співає «Never Land Pirate Band». Співаючі пісню персонажі Шаркі та Боунз з'являються як у анімаційному, так і в живому образах, будучи частиною команди Гака.

## Ролі озвучували
| Персонаж     | Український дубляж  |
| ------------ | ------------------- |
| Джейк        | Валентин Музиченко  |
| Ізі          | Єлизавета Зіновенко |
| Кабі         | Максим Чумак        |
| Скаллі       | Михайло Войчук      |
| Капітан Гак  | Євген Малуха        |
| Смі          | Максим Кондратюк    |
| Шаркі, Лорен | Сергій Юрченко      |
| Боунз, Кевін | Євген Анішко        |
| Пітер Пен    | Павло Лі            |
| Джон         | Віктор Григор'єв    |
| Майкл        | Єгор Скороходько    |
| Полісмен     | Євген Сінчуков      |
| Коралі       | Вікторія Москаленко |

## Прем'єра сезонів
| Сезон | Сегменти | Епізоди | Епізоди | Оригінальний показ | Оригінальний показ |
| Сезон | Сегменти | Епізоди | Епізоди | Перший показ       | Останній показ     |
| ----- | -------- | ------- | ------- | ------------------ | ------------------ |
| 1     | 49       | 26      | 26      | 14 лютого 2011     | 13 лютого 2012     |
| 2     | 68       | 38      | 38      | 24 лютого 2012     | 6 грудня 2013      |
| 3     | 63       | 36      | 36      | 3 січня 2014       | 11 вересня 2015    |
| 4     | 35       | 19      | 19      | 16 жовтня 2015     | 6 листопада 2016   |